# Felipe de Jesús Villanueva Gutiérrez
Pour les articles homonymes, voir Villanueva et Gutiérrez.
Felipe de Jesús Villanueva Gutiérrez ou Felipe Villanueva (né le 5 février 1862 à Tecámac, Mexique - mort le 28 mai 1893) était un compositeur, violoniste et pianiste mexicain d'ascendance indigène de la fin du XIXe siècle, qui, s'il fut un spécialiste reconnu de la mazurka, genre musical dans lequel il exprima peut-être le mieux son talent et auquel il doit une bonne part de sa réputation, composa également des motets, des opéras, des zarzuelas.

## Biographie
Felipe Villanueva naquit à Tecámac, un petit village du district d'Otumba, au Mexique. Il était le fils de Zenón Villanueva et de Francisca Gutiérrez de Villanueva. Le jeune Felipe fut initié dès son plus jeune âge à la musique par sa cousine, Carmen Villanueva, qui était organiste de l'église de Tecámac. On découvrit son inclination musicale alors qu'il n'était qu'un tout petit enfant en observant son comportement lorsqu'il regardait son frère aîné Luis jouer empiriquement du violon.
Plus tard, Hermenegildo Pineda qui avait en charge l'orchestre du village lui enseigna les rudiments de l'harmonie et de la composition. Il écrivit ses premières œuvres à l'âge de dix ans : une cantate (Al cura hidalgo) et une mazurka (La Despedida).
Les dispositions et facilités que démontrait le jeune Villanueva pour la musique incitèrent son père à l'envoyer à Mexico, afin qu'il étudie au Conservatoire national. Mais il ne fut pas admis dans cette institution en raison de son ascendance indigène et de son origine rurale. Cela provoqua une profonde blessure en lui, et il renonça pour toujours à tenter d'entrer dans ce conservatoire si méprisant à son égard.
Felipe décida alors de prendre des leçons particulières auprès d'un professeur de musique, Antonio Valle. Il devint à la fois son élève et son hôte, car il habitait chez son professeur. Mais, là encore, il n'obtint, de la part de la famille Valle, que des marques de mépris en raison de son origine modeste.
Marqué par ces échecs, et l'amertume au cœur, Felipe Villanueva retourna, à seulement treize ans, dans sa ville natale, bien décidé de continuer à étudier la musique, mais en autodidacte.
L'invitation que lui fit son ancien professeur Hermenegildo Pineda, de réintégrer le petit orchestre du village, où il avait joué avant son départ pour la capitale, fut un stimulant, qui contribua à panser les plaies, et il l'accepta avec joie !
Mais son père n'avait pas renoncé à offrir à son fils les meilleures possibilités d'études. Après avoir essuyé un nouveau refus en essayant d'obtenir son admission à l'Institut Toluca, il parvint, grâce à l'aide précieuse de son ami Valentín Hernández, à faire accueillir Felipe chez Luis Rodríguez, qui lui trouva un engagement dans l'orchestre du Teatro Hidalgo. Le directeur prit le jeune musicien sous sa protection et devint en quelque sorte son maître.
Grâce à cette aide, Villanueva se consacra avec acharnement à l'étude de l'harmonie, de l'instrumentation et de la composition, travaillant sur des partitions de Berlioz.
Felipe Villanueva avait une prédilection particulière pour les musiques allemande et française. Mais, il ne dédaignait pas la musique de son pays. Parmi ses œuvres les plus connues, on peut citer la « Valse poétique » et la « Valse d'amour ».
Avec des musiciens comme Gustavo E. Campa, Juan Hernández, Juventino Rosas et Ricardo Castro, Felipe Villanueva chercha à créer une musique avec de profondes racines populaires. En 1886, le groupe des six, dont il faisait partie, fonda l'Institut musical, en réaction à l'attitude trop élitiste et fermée du Conservatoire national.
Il mourut le 28 mai 1893, âgé de seulement 31 ans.